# Certificat d'économies d'énergie
Pour les articles homonymes, voir CEE.
Un certificat d'économies d'énergie, ou certificat blanc, est une mesure politique visant à encourager les économies d'énergie. En Europe, ce dispositif est mis en place au Royaume-Uni, en Italie, au Danemark, en Irlande ou en France. D'autres pays européens y réfléchissent, dont la Pologne et l'Espagne.
Une mesure politique similaire est celle des certificats verts.

## Principe
Le principe du certificat d'économies d'énergie est d'obliger certains acteurs (les fournisseurs d'énergie), les « obligés », à réaliser des économies d'énergie et d'encourager les autres acteurs, les « non-obligés », par l'obtention d'un certificat. Les obligés peuvent soit réaliser eux-mêmes les mesures d'économie d'énergie, soit acheter des certificats aux non-obligés, soit payer une surtaxe à l'État.
En France, la pénalité est fixée à 0,02 €/kWh cumac (kilowatts-heures cumulés et actualisés) maximum pour les économies qui concernent les ménages en situation de précarité énergétique, et 0,15 €/kWh cumac pour les économies d’énergie « classiques » ; les certificats sont donc négociables sur le marché des certificats entre 0 et 0,02 €/kWh cumac[Depuis quand ?].

## Système britannique
Le Royaume-Uni a été le premier pays à mettre en place, dès 2002, un dispositif de certificats d'économies d'énergie. Après de bons résultats sur la première période (2002-2005), l'obligation imposée aux fournisseurs d'énergie a été doublée pour atteindre 130 TWh cumac.

## Système italien
Les certificats blancs, appelés aussi « titres d'efficacité énergétique » (TEE), certifient les économies d'énergies obtenues grâce à des technologies et systèmes efficients. Ils sont émis par le Gestore del Mercato Elettrico (GME) sur la base des économies certifiées et réalisées à l'initiative de l'Autorité italienne pour l'énergie électrique et le gaz (AEEG).
Un certificat équivaut à l'économie d'une tonne d'équivalent pétrole (tep). La promotion de l'efficacité énergétique à travers les certificats blancs est prévue par le decreto ministeriale du 20 juillet 2004 ; l'AEEG a défini les règles techniques et économiques pour acter le mécanisme et répartir chaque année les objectifs nationaux entre les distributeurs d'énergie électrique et de gaz selon des critères définis par le Décret. Les objectifs augmentent chaque année selon un plan prédéfini et peuvent être respectés à travers la réalisation d'actions auprès des consommateurs finaux (par exemple installation d'électroménagers ou chaudières à haut rendement, actions d'isolation thermique des bâtiments, augmentation de l'efficacité énergétique des industries, ampoules à haut rendement…). Ces consommateurs vont en tirer bénéfice directement en matière de réduction de leur facture.
Les TEE sont remboursées aux distributeurs avec une somme de 100 € par certificat. Les certificats, qui sont de trois types, sont commercialisés par le GME. Le premier type concerne les économies d'électricité, le second de gaz et le troisième d'autres types d'énergie primaire (par exemple mazout pour chauffage). Ils sont équivalents mais les prix peuvent être susceptibles de variations entre différents types (le troisième est moins demandé par le marché). Il a été calculé que chaque TEE (coût 100 € pour la collectivité) rend entre 6 et 12 fois à la collectivité (selon autres estimations entre 8 et 14 fois) son coût. La valeur des TEE sur le marché est inférieure à la valeur de remboursement : les distributeurs gagnent donc de l'argent par ce mécanisme, ce qui compense les diminutions du chiffre d'affaires. Tout consommateur contribue au système par une cotisation sur le coût de l'énergie.
Il y a 23 types de projets standards pour obtenir des TEE : il s'agit de 90 % des projets. D'autres types de projets peuvent être effectués en démontrant les épargnes d'énergie.

## Système français
En France, le système des certificats d'économies d'énergie (CEE), aussi nommé « certificats blancs », s'est mis en place avec la Loi de Programmation fixant les Orientations de la Politique Énergétique (POPE), du 13 juillet 2005 (articles 14, 15, 16, et 17).
Ces CEE doivent permettre d'uniformiser, réglementer et valider les économies d'énergies. Le dispositif fonctionne sur des périodes initialement triennales puis étendues sur quatre années à partir de la quatrième période.
| Période             | Date début       | Date fin | Objectif (TWH cumac)                 | Réalisation (TWh cumac) |
| ------------------- | ---------------- | -------- | ------------------------------------ | ----------------------- |
| Première période    | mi-2006          | mi-2009  | 54 TWh                               | 65,3 TWh                |
| Transitoire période | mi-2009          | fin 2010 |                                      |                         |
| Deuxième période    | 2011             | 2014     | 447 TWh                              | 501 TWh                 |
| Troisième période   | 2015             | 2017     | 700 TWh                              |                         |
| Quatrième période   | 2018             | 2021     | 2 133 TWh théorique et 2070 à la fin |                         |
| Cinquième période   | 1er janvier 2022 | fin 2025 | 3 100 TWh                            |                         |

Au 29 février 2008, selon l'ADEME, 220 certificats avaient été délivrés à 58 bénéficiaires, pour un volume de 14 TWh cumac (dont 4,5 les deux derniers mois), soit 26 % de l’objectif final. Ces économies ont concerné à 95,4 % le secteur résidentiel, via surtout les économies de chauffage (74,8 %) et l’isolation (19,8 %).
Fin 2013 (10 décembre), le ministre de l’Écologie annonce la troisième période du dispositif (2015-2017), avec un objectif d’économies d'énergie presque doublé à 220 TWh cumac par an contre 115 TWh cumac par an sur la deuxième période 2011-2013, pour économiser 700 TWh sur trois ans. Les programmes de formation aux économies d’énergie, notamment celles qui concernent le bâtiment sont prolongées et le dispositif CEE est simplifié (processus déclaratif standardisé et mécanisme de contrôle a posteriori. Quelques nouveautés visent à tenir compte d'un rapport de la Cour des comptes (octobre 2013) et à mieux appliquer la directive de 2012 sur l'efficacité énergétique).
Mi-2015, le principe de l'écoconditionnalité s’appliquera aux CEE : pour la réalisation de certains travaux, les particuliers doivent faire appel à un professionnel certifié RGE (reconnu garant de l’environnement).
En 2018 les vendeurs d'énergie doivent afficher un document « standardisé » et plus « lisible » permettant au consommateur de recenser les offres ; et il devient interdit de réviser le montant des primes à la baisse. Un guide de l'Ademe explique les aides disponibles pour la rénovation énergétique : crédit d'impôt pour la transition énergétique (CITE), prêt à taux zéro, TVA réduite, aides de l'Anah...

### Objectifs
Les CEE permettent de valider les économies d'énergies dues à des actions « additionnelles »  vis-à-vis d'une part de la réglementation déjà en vigueur et d'autre part de l'activité habituelle. L'unité des CEE est le kilowatt-heure cumac d'énergie finale cumulée et actualisée sur la durée de vie du produit (voir note 4[Où ?]). L'objectif sur la première période (1er juillet 2006 au 30 juin 2009) était d'économiser 54 TWh d'énergie finale cumac.
L'objectif 2011-2013 est d'économiser 345 TWh cumac :
- 255 TWh cumac pour l’ensemble des vendeurs d’électricité, de gaz, de fioul domestique, de GPL et de chaleur ou de froid par réseaux ;
- 90 TWh cumac pour les metteurs à la consommation de carburants pour automobiles.

Cet objectif a été atteint début 2013.
La troisième période (2015-2017) vise 700 TWh cumac économisés :
- 52 % devront être atteint par les vendeurs d’énergie (électricité, gaz, fioul, réseaux de chaleur et froid) ;
- 48 % par les vendeurs de carburants pour automobiles.

Pour la période 2018-2020 l'obligation d'économies d'énergie est initialement fixée à 1 600 TWh cumac, dont un quart sur les ménages précaires. Cette obligation a été révisée à 2 133 TWh avec l’allongement d’un an de la quatrième période, incluant ainsi l’année 2021.
Initialement fixée à 2 500 TWh cumac pour la 5e période (2022-2025), l’obligation d’économie d’énergie sera augmentée de 24 % par modification des obligations de 2023-2025, comme annoncé par les ministres Agnès Pannier-Runacher et Olivier Klein en juillet 2022[réf. nécessaire].

### Acteurs: obligés et éligibles
Durant la première période (2006-2009), les obligations d'économie d'énergie portaient, conformément aux articles 14 et 15 de la loi sur l'énergie de 2005, sur :
- les fournisseurs d’électricité, de gaz, de chaleur ou de froid par réseaux au-delà d’un certain seuil de vente annuelle en GWh. Les fournisseurs tels que EDF, Engie, Poweo, Altergaz ou Direct Énergie étaient donc concernés ;
- les vendeurs de fioul domestique dès le premier litre de fioul vendu.

Ces fournisseurs sont appelés les « obligés ».
À la suite de la loi Grenelle II, au cours de la deuxième période (2011-2014), les obligations d’économies d’énergie sont étendues aux metteurs à la consommation de carburants pour automobiles, si leurs ventes annuelles dépassent un certain seuil.
Pour obtenir ces CEE, les « obligés » doivent mettre en place des actions qui génèrent une diminution de la consommation énergétique de leur clientèle.
Des entreprises intermédiaires, délégataires ou mandataires, offrent des prestations permettant aux entreprises obligées de remplir leur obligation d'une part, et d'aider les entreprises éligibles à valoriser leurs opérations de rénovation énergétique d'autre part. Le rôle des intermédiaires va croissant avec la perte d'influence du duopole de EDF et de Engie sur le marché d'échange des CEE.
D'autres acteurs, appelés « éligibles », peuvent émettre une demande de CEE à la suite d'une action d'économie d'énergie ou à la substitution d'une source d'énergie non renouvelable par une source d'énergie renouvelable produisant de la chaleur.
Au cours de la première période, étaient éligibles, à la condition que leurs opérations d’économies d’énergie n’entrent pas dans le champ de leur activité principale et ne leur procurent pas de recettes directes :
- les obligés eux-mêmes ;
- les collectivités publiques ;
- l’ensemble des personnes morales.

La charge administrative constatée, ainsi que les risques de doubles comptes, ont conduit à limiter la liste des éligibles, au cours de la deuxième période, aux acteurs suivants :
- les obligés ;
- les collectivités publiques ;
- l'Agence nationale de l'habitat, les organismes d'habitations à loyer modéré[18] et les  sociétés d’économie mixte exerçant une activité de construction ou de gestion de logements sociaux.

Ne peuvent donner lieu à délivrance de certificats d'économies d'énergie :
- les économies d'énergie réalisées dans les installations classées visées à l'article L. 229-5 du code de l'environnement[20] ;
- les économies d'énergie résultant exclusivement de la substitution entre combustibles fossiles ou du respect de la réglementation en vigueur à une date de référence fixe.

La liste des titulaires de certificats est disponible en ligne.
En 2013 et 2016, la cour des comptes appelait de ses vœux la création d'une place de marché des certificats d'économies d'énergie : « Cela passe en particulier par la création d’une place de marché réservée à l’échange des CEE, séparée du registre national aux fonctions d’enregistrement et prévoyant notamment un carnet d’ordre, la transparence des prix et volumes recherchés et des transactions effectivement réalisées. Un tel marché contribuerait à la fiabilisation et la transparence du dispositif… ») 
Une première initiative a été lancée en 2012 par Powernext (aujourd’hui devenue EEX, société spécialisée dans la gestion de places de marché d’énergie, ou des garanties de capacité, etc.), mais vite abandonnée en raison du peu d’enthousiasme des principaux acheteurs. En 2020, plusieurs acteurs — Engie, SCAPED, Sonergia, Leyton et Eqinov — se sont fédérés autour d’un projet de création d’une place de marché des CEE, C2E Market. En 2022, cette place de marché rassemble 32 acteurs, obligés et délégataires dont la liste est disponible en ligne.

### Mise en œuvre
Les CEE permettent de valider les économies d'énergies dues à des actions additionnelles vis-à-vis d'une part de la réglementation déjà en vigueur et d'autre part de l'activité habituelle.
L'unité des certificats blancs est le « kilowatt-heure d'énergie finale cumac » (cumac pour « cumulé et actualisé »).
Pour limiter le nombre de demandes, chaque dossier devra dépasser la valeur seuil de 50 millions de kilowatts-heures d'énergie finale cumac, c’est-à-dire 50 GWh d'énergie finale cumac. Ce minimum peut être atteint par regroupement de personnes morales.
Il existe deux types d'actions : 
- les « opérations standard »[26] ;
- les « opérations spécifiques » (ou « opérations hors standard »). Complexes car souvent liées aux procédés industriels, elles ont cependant un haut potentiel d'économies d'énergie. Des sociétés spécialisées dans l'efficacité énergétique peuvent par un audit de faisabilité identifier les gisements d'économies d'énergie dans ces opérations hors standard.

Il est également possible d’obtenir des Certificats en financement des programmes validés par la DGEC.
Comme pour les « certificats noirs » (voir l'article Bourse du carbone), les CEE sont des biens meubles négociables (dont l'unité de compte est le kilowattheure d'énergie finale économisé) et pouvant être détenus, acquis ou cédés par toute personne morale. Le teneur du registre national des CEE publie régulièrement le prix moyen de transfert afin de rendre compte de l'état du marché. Les CEE s'intègrent donc dans un système économique libéral théoriquement auto-régulé par des équilibres de type « offre - demande » où l'État n'interviendra pas.
De 2011 à 2012, le prix moyen du certificat d'économies d'énergie oscillait entre 0,35 et 0,43 centimes d'euros par kilowatt-heure cumac (soit 3,50 à 4,30 € par mégawatt-heure). En 2014  il fluctuait de 0,30 à 0,32 centimes d'euros par kilowatt-heure cumac. Le prix du CEE avoisinait les 5 €/MWh cumac début 2018, et les 8 €/MWh cumac début d’année 2020. En 2022, le prix moyen du certificat d’énergie est de 6,88 €/MWh cumac selon les données d'Emmy, et de 6,28 €/MWh cumac selon la place de marché C2E Market. Il était de 7,26 €/MWh cumac en 2021.
Les certificats d'économies d'énergie doivent favoriser l'économie d'énergie par le consommateur d'énergie. Le produit de la vente des certificats d'économies d'énergie doit normalement revenir en grande partie au maître d'ouvrage qui fait réaliser les travaux permettant les économies d'énergie. Il s'agit en fait d'un transfert financier complexe entre le fournisseur d'énergie (obligé), le consommateur d'énergie bénéficiaire et les consommateurs non impliqués, qui finalement assument la charge de la compensation par l'intermédiaire des tarifs.
Les particuliers peuvent librement choisir le programme de valorisation de leur certificat d'économies d'énergie résultant des travaux qu'ils ont financés.
Le maître d'ouvrage choisit sur le marché français entre les obligés qui donnent des conseils ou des bons d'achat et des indépendants qui versent de l'argent sous forme de chèques travaux.
Le montant des primes versées dans le cadre du dispositif CEE varie d'un facteur un à trois selon les obligés et les opérations de travaux. Les montants constatés en 2013 hors de la plateforme du registre national des certificats d'économies d'énergie, Emmy, évoluaient de 2,5 à 3,2 €/MWh.

### Objectifs par période
Pour la première période (mi-2006 à mi-2009), l'obligation d'économies d'énergie était de 54 TWh cumac, passant en seconde période triennale (débutée le 1er janvier 2011) à 345 TWh cumac.
De 2015 à 2017 les obligations des fournisseurs d'énergie étaient de 700 TWh cumac, soit plus du double de celles du triennat précédent. Les distributeurs de carburants devaient accomplir 48 % de cet effort d'économie ; Total a vu son obligation multipliée par trois, devenant le deuxième obligé derrière EDF qui reçoit le quart de l'obligation totale, suivi de GDF Suez (11 %), puis de Leclerc (9 %), dont les obligations ont quadruplé ; les distributeurs de carburants, n'ayant pas obtenu l'autorisation de financer des bornes de recharge électrique, vont continuer à concentrer leurs efforts sur la rénovation énergétique des bâtiments.
À compter du 1er janvier 2016, les fournisseurs d'énergie devront s'acquitter d'une obligation supplémentaire : réaliser des économies d’énergie chez les ménages en précarité énergétique (précarité énergétique relative aux revenus fiscaux), à hauteur de 150 TWh cumac d’ici à fin 2017 ; le périmètre des ménages en précarité énergétique est défini de façon large : 45 % des ménages , mais les modalités d’identification de ces foyers et de collecte des preuves d’éligibilité seront plus complexes à fournir ; en particulier, il est prévu que les ménages doivent fournir une copie de leur avis d'imposition.
Pour la cinquième période (2022-2025), le projet mis en consultation le 1er février 2021 prévoit d'augmenter de 83 % la contribution des fournisseurs de gaz, de diminuer de 10 % celle des fournisseurs d'électricité et d'augmenter de 33 % celle des fournisseurs de fioul (dont Leclerc et Total). Le montant total des économies d'énergie imposées aux entreprises, initialement fixé à 2 400 TWh cumac sur quatre ans, augmente de 12,5 %, alors que l'Agence de l'environnement et de la maîtrise de l'énergie (Ademe) avait tablé sur une hausse de 25 % et la Convention de citoyenne pour le climat avait demandé une augmentation de 300 % à 400 %. Le gouvernement n'a pas suivi ces préconisations afin de ne pas alourdir la facture des Français, car les fournisseurs d'énergie répercutent sur leurs tarifs le coût de ce dispositif. Le champ des bonifications de CEE est fortement restreint : il n'en sera plus accordé aux ménages qui remplacent leur chaudière à gaz par un modèle plus performant de même type, ni aux ménages très modeste, en situation de précarité énergétique. Finalement, en juillet 2022, le Gouvernement a annoncé une augmentation de 24 % de l’obligation, la portant ainsi à 3 100 TWh cumac pour la période.

### Durée de validité d'un CEE
Elle comprend la période à laquelle il a été enregistré et s'étend sur les deux périodes suivantes.
Les personnes qui n'ont pas pu obtenir les certificats d'économies d'énergie nécessaires pour respecter la loi à la fin d'une période doivent verser au Trésor Public une pénalité de 0,02 € pour les CEE « Précarités » et 0,15 € pour les CEE « Classiques » par kWh d'énergie finale cumac non certifié.
Le suivi du fonctionnement et des transactions de CEE se fera officiellement tous les trois ans sous forme d'un rapport émis par l'État.

### Coût pour les consommateurs
En février 2019, plusieurs associations de fournisseurs d'énergie (Union française de l'électricité UFE, Anode, Afieg) et de consommateurs (Afoc, AFC, AFL, CNL), dans un courrier d'alerte adressé au ministre de la Transition écologique et solidaire, François de Rugy, estiment que le coût du dispositif des CEE représente entre 3 % et 4 % des dépenses énergétiques des Français (électricité, gaz, carburants compris), soit entre 100 et 150 euros par ménage et par an toutes énergies confondues. Simultanément, la Commission de régulation de l'énergie a aussi pointé le coût croissant des CEE dans le tarif réglementé de l'électricité ; elle lance un audit d'évaluation. Selon Fabien Choné, directeur général délégué de Direct Énergie (groupe Total), « le dispositif, qui était ciblé sur les économies d'énergie, devient maintenant un outil de la stratégie bas carbone, en finançant le développement du véhicule électrique ou la formation dans les écoles ; ce dispositif paraît magique parce qu'il permet de ne pas être comptabilisé dans les prélèvements obligatoires, mais c'est une taxe occulte et pas maîtrisée ».

## Autres pays européens
D'autres pays Européens envisagent de se doter d'un système de CEE, dont la Pologne, et l'Espagne.

### Législation
- Arrêté du 22 décembre 2012 fixant le montant des frais de tenue de compte du registre national des certificats d'économies d'énergie NOR : DEVR1242004A